# Ulrik Barck
Ulrik Barck, född 1718, död 2 december 1772, var ett svenskt riksråd och greve. Han var son till riksrådet greve Samuel Barck och Samuel Göthes dotter Anna Elisabeth samt bror till diplomaten greve Nils Barck. Han var gift med Katarina Ebba Horn. 
Barck deltog i hattarnas ryska krig och pommerska kriget. Under en tid 1754 var han tillförordnad guvernör för den unge hertig Karl. Han utsågs 1756 till kavaljer hos kronprins Gustav, som hade stort förtroende för honom. Barck var en ivrig anhängare av hattpartiet. Han blev 1769, då han i armén 
avancerat till överste, av dem insatt i rådet, men genom ständernas beslut avsattes han i maj 1772. Efter statsvälvningen inkallades han ånyo i rådet, men avled redan senare samma år.